# Wyspa Adelajdy
Wyspa Adelajdy (ang. Adelaide Island; hiszp. Isla Adelaida, Isla Bergano) – wyspa w Antarktyce, położona na Morzu Bellingshausena (Ocean Południowy) na zachód od Półwyspu Antarktycznego. Rozciąga się na długości 121 km, ma szerokość 32 km i powierzchnię ponad 4,6 tys. km².

## Geografia
Najwyższy punkt na wyspie, Mount Liotard, wznosi się na wysokość 2317 metrów n.p.m. Na południe od wyspy rozciąga się Zatoka Małgorzaty, na północny wschód od niej leżą Wyspy Biscoe. Wyspa leży w obszarze roszczeń trzech państw: Argentyny, Chile i Wielkiej Brytanii.

## Historia
Wyspa została odkryta w 1832 r. przez wyprawę pod dowództwem Johna Biscoe i nazwana na cześć brytyjskiej królowej Adelajdy Sachsen-Meiningen. Po raz pierwszy zbadana została na początku XX wieku przez francuską ekspedycję pod dowództwem Jean-Baptiste’a Charcota.

## Stacje polarne
Na Wyspie Adelajdy znajduje się dwie stacje polarne: całoroczna brytyjska stacja Rothera i letnia stacja chilijska, Teniente Luis Carvajal Villaroel. Chilijska stacja pierwotnie należała do Wielkiej Brytanii i nosiła nazwę Base T; w latach 70. XX wieku Brytyjczycy przenieśli działalność do nowej stacji Rothera.

## Zdjęcia

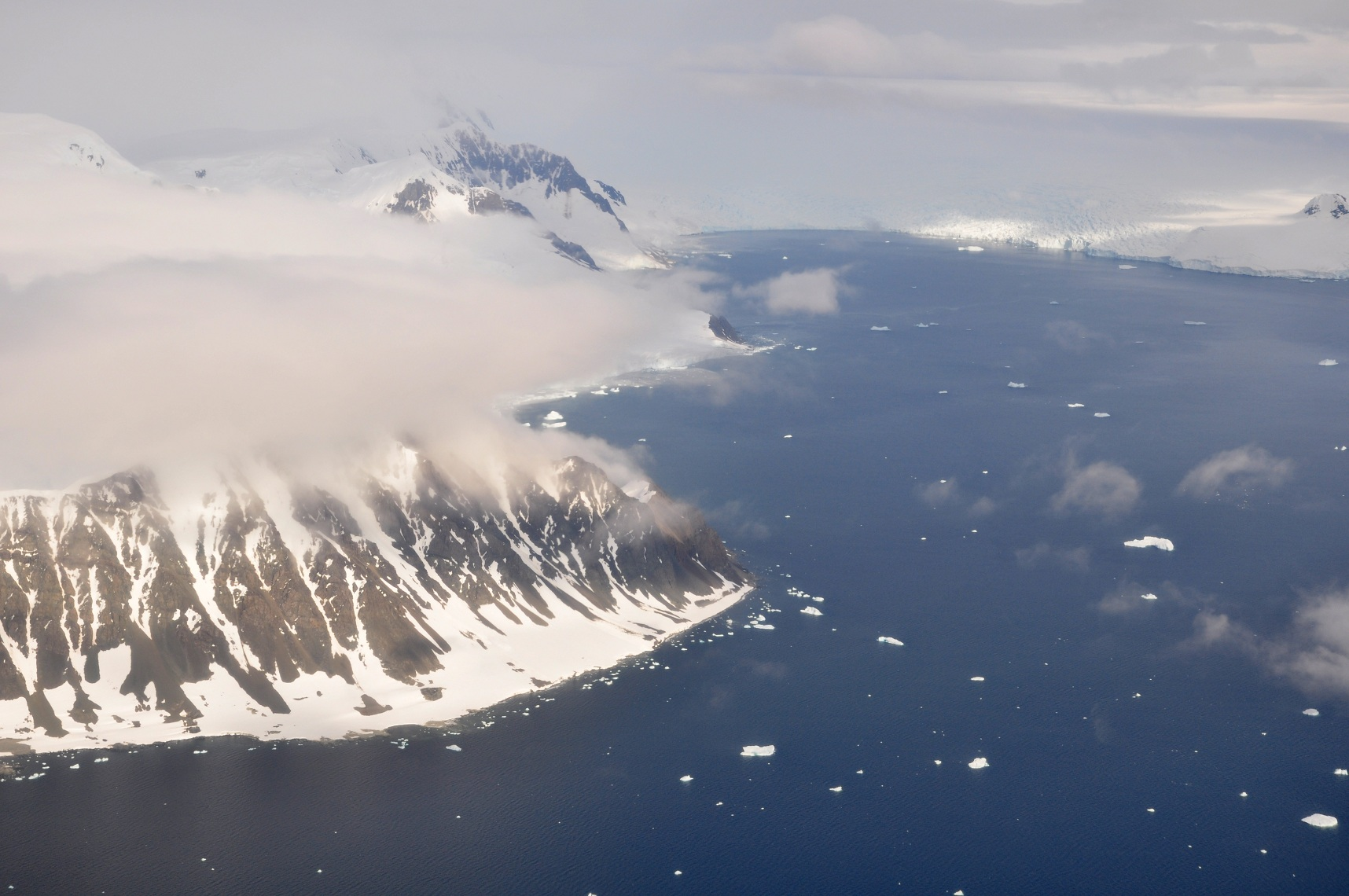
Zatoka Stonehouse Bay na Wyspie Adelajdy
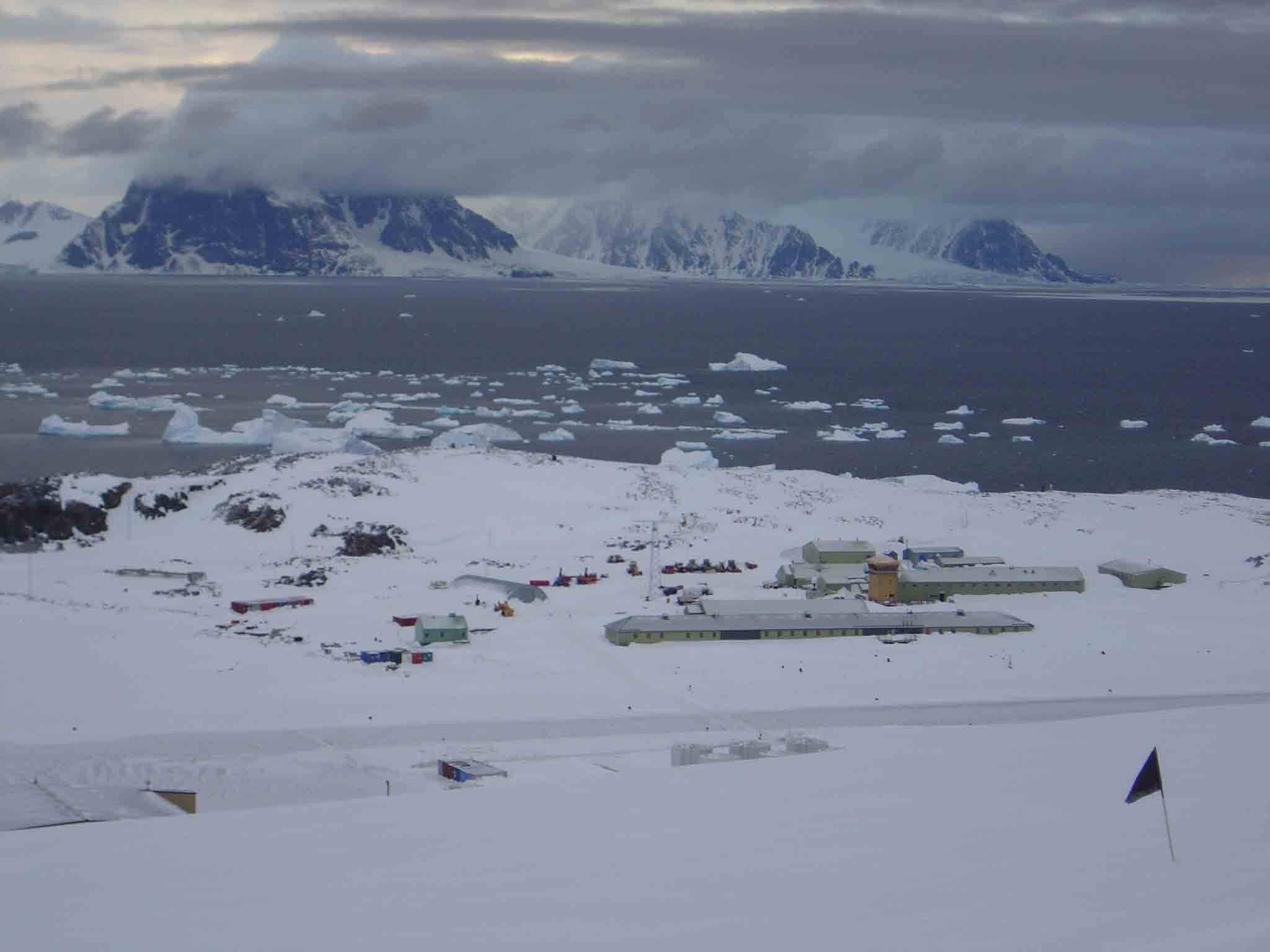
Brytyjska stacja Rothera
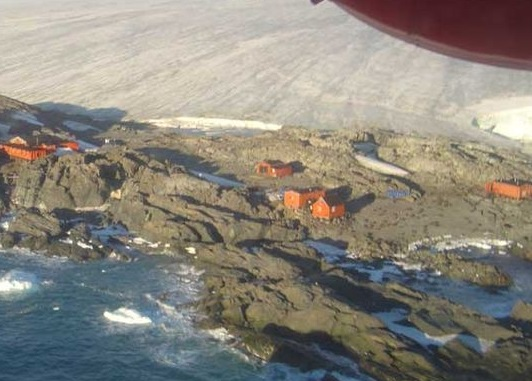
Chilijska stacja Carvajal